# Puchar KOP
Puchar KOP (od nazw: Kulm, Oberstdorf i Planica (Letalnica); ang. KOP Trophy) – trofeum przyznawane przez Międzynarodowy Związek Lotów Narciarskich od sezonu 1971/1972.
Triumfatorem Pucharu KOP zostaje zawodnik, który ma najwyższą sumę punktów (ocen za styl od sędziów i odległość) uzyskanych podczas startów w konkursach lotów narciarskich. Do klasyfikacji Pucharu KOP wliczane były konkursy lotów narciarskich rozgrywane w ramach mistrzostw świata w lotach narciarskich oraz  Tygodni Lotów Narciarskich, będących zawodami FIS (FIS Race) do sezonu 1979/80, a następnie Pucharu Świata w skokach narciarskich (łącznie z konkursami drużynowymi PŚ) od sezonu 1979/1980.
Inne trofeum, Puchar Świata w lotach narciarskich, czyli tzw. Małą Kryształową Kulę, także za zwycięstwo w klasyfikacji generalnej lotów narciarskich w sezonie przyznaje Międzynarodowa Federacja Narciarska.
Obydwa puchary są przyznawane za zwycięstwo w rywalizacji na skoczniach mamucich według innych reguł przez dwie zupełnie niezależne od siebie organizacje (odpowiednio Międzynarodowy Związek Lotów Narciarskich oraz Międzynarodową Federację Narciarską).

## Zasady przyznawania Pucharu KOP
- Zwycięzcą Pucharu KOP zostaje ten skoczek, który we wszystkich startach indywidualnych w danym sezonie na mamucich skoczniach (zarówno Pucharu Świata, jak i mistrzostw świata w lotach narciarskich) uzyska łącznie największą liczbę punktów. Punkty liczone są na takich samych zasadach jak w Turnieju Czterech Skoczni.
- Od sezonu 1999/2000 do klasyfikacji Pucharu KOP wliczano zarówno punkty z konkursów indywidualnych, jak i drużynowych. Wyjątek stanowią dwa sezony: 2002/2003 oraz 2009/2010, gdy do tej klasyfikacji zaliczano tylko punkty z konkursów indywidualnych.

## Zdobywcy Pucharu KOP
| Sezon     | Zawodnik              | Państwo                | Pkt.   | Wszystkie konkursy lotów narciarskich w sezonie |
| --------- | --------------------- | ---------------------- | ------ | --- |
| 2014/2015 | Severin Freund        | Niemcy                 | 2300,3 | PŚ 10.01.2015 – Tauplitz/Bad Mitterndorf (indywidualny) PŚ 11.01.2015 – Tauplitz/Bad Mitterndorf (indywidualny) PŚ 14.02.2015 – Vikersund (indywidualny) PŚ 15.02.2015 – Vikersund (indywidualny) PŚ 20.03.2015 – Planica (indywidualny) PŚ 21.03.2015 – Planica (drużynowy) PŚ 22.03.2015 – Planica (indywidualny)                                                                                  |
| 2013/2014 | Noriaki Kasai         | Japonia                | 1132,0 | PŚ 11.01.2014 – Tauplitz/Bad Mitterndorf (indywidualny) PŚ 12.01.2014 – Tauplitz/Bad Mitterndorf (indywidualny) MŚ 14-15.03.2014 – Harrachov (indywidualny) MŚ 16.03.2014 – Harrachov (drużynowy) PŚ 21.03.2014 – Planica (indywidualny) PŚ 22.03.2014 – Planica (drużynowy) PŚ 23.03.2014 – Planica (indywidualny)                                                                                  |
| 2012/2013 | Gregor Schlierenzauer | Austria                | 3446,5 | PŚ 26.01.2013 – Vikersund (indywidualny) PŚ 27.01.2013 – Vikersund (indywidualny) PŚ 02.02.2013 – Harrachov (indywidualny) PŚ 03.02.2013 – Harrachov (indywidualny) PŚ 16.02.2013 – Oberstdorf (indywidualny) PŚ 17.02.2013 – Oberstdorf (drużynowy) PŚ 22.03.2013 – Planica (indywidualny) PŚ 23.03.2013 – Planica (drużynowy) PŚ 24.03.2013 – Planica (indywidualny)                               |
| 2011/2012 | Robert Kranjec        | Słowenia               | 3059,3 | PŚ 14.01.2012 – Tauplitz/Bad Mitterndorf (indywidualny) PŚ 15.01.2012 – Tauplitz/Bad Mitterndorf (indywidualny) PŚ 18.02.2012 – Oberstdorf (indywidualny) PŚ 19.02.2012 – Oberstdorf (drużynowy) MŚ 24-25.02.2012 – Vikersund (indywidualny) MŚ 26.02.2012 – Vikersund (drużynowy) PŚ 16.03.2012 – Planica (indywidualny) PŚ 17.03.2012 – Planica (drużynowy) PŚ 18.03.2012 – Planica (indywidualny) |
| 2010/2011 | Gregor Schlierenzauer | Austria                | 3613,7 | PŚ 08.01.2011 – Harrachov (indywidualny) PŚ 09.01.2011 – Harrachov (indywidualny) PŚ 05.02.2011 – Oberstdorf (indywidualny) PŚ 06.02.2011 – Oberstdorf (drużynowy) PŚ 12.02.2011 – Vikersund (indywidualny) PŚ 13.02.2011 – Vikersund (indywidualny) PŚ 18.03.2011 – Planica (indywidualny) PŚ 19.03.2011 – Planica (drużynowy) PŚ 20.03.2011 – Planica (indywidualny)                               |
| 2009/2010 | Simon Ammann          | Szwajcaria             | 2109,7 | PŚ 09.01.2010 – Tauplitz/Bad Mitterndorf (indywidualny) PŚ 10.01.2010 – Tauplitz/Bad Mitterndorf (indywidualny) PŚ 30.01.2010 – Oberstdorf (drużynowy) PŚ 31.01.2010 – Oberstdorf (indywidualny) MŚ 19-20.03.2010 – Planica (indywidualny) MŚ 21.03.2010 – Planica (drużynowy) |
| 2008/2009 | Harri Olli            | Finlandia              | 3135,9 | PŚ 10.01.2009 – Tauplitz/Bad Mitterndorf (indywidualny) PŚ 11.01.2009 – Tauplitz/Bad Mitterndorf (indywidualny) PŚ 14.02.2009 – Oberstdorf (indywidualny) PŚ 15.02.2009 – Oberstdorf (drużynowy) PŚ 14.03.2009 – Vikersund (drużynowy) PŚ 15.03.2009 – Vikersund (indywidualny) PŚ 20.03.2009 – Planica (indywidualny) PŚ 21.03.2009 – Planica (drużynowy) PŚ 22.03.2009 – Planica (indywidualny)    |
| 2007/2008 | Janne Happonen        | Finlandia              | 2629,1 | PŚ 19.01.2008 – Harrachov (indywidualny) PŚ 20.01.2008 – Harrachov (indywidualny) MŚ 22-23.02.2008 – Oberstdorf (indywidualny) MŚ 24.02.2008 – Oberstdorf (drużynowy) PŚ 14.03.2008 – Planica (indywidualny) PŚ 15.03.2008 – Planica (drużynowy) PŚ 16.03.2008 – Planica (indywidualny) |
| 2006/2007 | Adam Małysz           | Polska                 | 1420,6 | PŚ 13.01.2007 – Vikersund (indywidualny) PŚ 14.01.2007 – Vikersund (indywidualny) PŚ 23.03.2007 – Planica (indywidualny) PŚ 24.03.2007 – Planica (indywidualny) PŚ 25.03.2007 – Planica (indywidualny) |
| 2005/2006 | Roar Ljøkelsøy        | Norwegia               | 2035,7 | MŚ 13-14.01.2006 – Tauplitz/Bad Mitterndorf (indywidualny) MŚ 15.01.2006 – Tauplitz/Bad Mitterndorf (drużynowy) PŚ 18.03.2006 – Planica (indywidualny) PŚ 19.03.2006 – Planica (indywidualny) |
| 2004/2005 | Andreas Widhölzl      | Austria                | 1688,5 | PŚ 15.01.2005 – Tauplitz/Bad Mitterndorf (indywidualny) PŚ 16.01.2005 – Tauplitz/Bad Mitterndorf (indywidualny) PŚ 19.03.2005 – Planica (indywidualny) PŚ 20.03.2005 – Planica (indywidualny) |
| 2003/2004 | Roar Ljøkelsøy        | Norwegia               | 1694,7 | PŚ 07.02.2004 – Oberstdorf (indywidualny) PŚ 08.02.2004 – Oberstdorf (indywidualny) MŚ 20-21.03.2004 – Planica (indywidualny) MŚ 22.03.2004 – Planica (drużynowy) |
| 2002/2003 | Adam Małysz           | Polska                 | 1585,1 | PŚ 01.02.2003 – Tauplitz/Bad Mitterndorf (indywidualny) PŚ 02.02.2003 – Tauplitz/Bad Mitterndorf (indywidualny) PŚ 21.03.2003 – Planica (drużynowy) PŚ 22.03.2003 – Planica (indywidualny) PŚ 23.03.2003 – Planica (indywidualny) |
| 2001/2002 | Sven Hannawald        | Niemcy                 | 830,3  | MŚ 09-10.03.2002 – Harrachov (indywidualny) PŚ 23.03.2002 – Planica (drużynowy) PŚ 24.03.2002 – Planica (indywidualny) |
| 2000/2001 | Risto Jussilainen     | Finlandia              | 2130,0 | PŚ 13.01.2001 – Harrachov (indywidualny) PŚ 14.01.2001 – Harrachov (indywidualny) PŚ 03.03.2001 – Oberstdorf (indywidualny) PŚ 04.03.2001 – Oberstdorf (indywidualny) PŚ 17.03.2001 – Planica (drużynowy) PŚ 18.03.2001 – Planica (indywidualny) |
| 1999/2000 | Sven Hannawald        | Niemcy                 | 1345,3 | MŚ 12-13.02.2000 – Vikersund (indywidualny) PŚ 19.02.2000 – Tauplitz/Bad Mitterndorf (indywidualny) PŚ 20.02.2000 – Tauplitz/Bad Mitterndorf (indywidualny) PŚ 18.03.2000 – Planica (drużynowy) PŚ 19.03.2000 – Planica (indywidualny) |
| 1998/1999 | Martin Schmitt        | Niemcy                 | 1164,2 | PŚ 06.02.1999 – Harrachov (indywidualny) PŚ 07.02.1999 – Harrachov (indywidualny) PŚ 19.03.1999 – Planica (indywidualny) PŚ 20.03.1999 – Planica (indywidualny) PŚ 21.03.1999 – Planica (indywidualny) |
| 1997/1998 | Kazuyoshi Funaki      | Japonia                | 1261,7 | MŚ, PŚ 24.01.1998 – Oberstdorf (indywidualny) MŚ, PŚ 25.01.1998 – Oberstdorf (indywidualny) PŚ 28.02.1998 – Vikersund (indywidualny) PŚ 01.03.1998 – Vikersund (indywidualny) |
| 1996/1997 | Primož Peterka        | Słowenia               | 1477,9 | PŚ 02.02.1997 – Tauplitz/Bad Mitterndorf (indywidualny) PŚ 22.03.1997 – Planica (indywidualny) PŚ 23.03.1997 – Planica (indywidualny) |
| 1995/1996 | Andreas Goldberger    | Austria                | 1123,9 | MŚ, PŚ 10.02.1996 – Tauplitz/Bad Mitterndorf (indywidualny) MŚ, PŚ 11.02.1996 – Tauplitz/Bad Mitterndorf (indywidualny) PŚ 09.03.1996 – Harrachov (indywidualny) PŚ 10.03.1996 – Harrachov (indywidualny) |
| 1994/1995 | Andreas Goldberger    | Austria                | 1080,2 | PŚ 18.02.1995 – Vikersund (indywidualny) PŚ 19.02.1995 – Vikersund (indywidualny) PŚ 25.02.1995 – Oberstdorf (indywidualny) PŚ 26.02.1995 – Oberstdorf (indywidualny) |
| 1993/1994 | Jaroslav Sakala       | Czechy                 | 351,3  | MŚ, PŚ 19.03.1994 – Planica (indywidualny) MŚ, PŚ 20.03.1994 – Planica (indywidualny) |
| 1992/1993 | Jaroslav Sakala       | Czechosłowacja/ Czechy | 694,5  | PŚ 30.01.1993 – Tauplitz/Bad Mitterndorf (indywidualny) PŚ 31.01.1993 – Tauplitz/Bad Mitterndorf (indywidualny) PŚ 20.03.1993 – Vikersund (indywidualny) PŚ 21.03.1993 – Vikersund (indywidualny) |
| 1991/1992 | Werner Rathmayr       | Austria                | 1020,0 | PŚ 25.01.1992 – Oberstdorf (indywidualny) PŚ 26.01.1992 – Oberstdorf (indywidualny) MŚ, PŚ 21.03.1992 – Harrachov (indywidualny) MŚ, PŚ 22.03.1992 – Harrachov (indywidualny) |
| 1990/1991 | Stefan Zünd           | Szwajcaria             | 1399,5 | PŚ 23.02.1991 – Tauplitz/Bad Mitterndorf (indywidualny) PŚ 24.02.1991 – Tauplitz/Bad Mitterndorf (indywidualny) PŚ 23.03.1991 – Planica (indywidualny) PŚ 24.03.1991 – Planica (indywidualny) |
| 1989/1990 | Dieter Thoma          | Niemcy                 | 357,7  | MŚ 24-25.02.1990 – Vikersund (indywidualny) |
| 1988/1989 | Ole Gunnar Fidjestøl  | Norwegia               | 356,1  | PŚ 18.03.1989 – Harrachov (indywidualny) PŚ 19.03.1989 – Harrachov (indywidualny) |
| 1987/1988 | Ole Gunnar Fidjestøl  | Norwegia               | 364,0  | MŚ 12-13.03.1988 – Oberstdorf (indywidualny) |
| 1986/1987 | Ole Gunnar Fidjestøl  | Norwegia               | 536,5  | PŚ 14.03.1987 – Planica (indywidualny) PŚ 15.03.1987 – Planica (indywidualny) |
| 1985/1986 | Andreas Felder        | Austria                | 564,0  | PŚ 15.02.1986 – Vikersund (indywidualny) PŚ 16.02.1986 – Vikersund (indywidualny) MŚ 08-09.03.1986 – Tauplitz/Bad Mitterndorf (indywidualny) |
| 1984/1985 | Miran Tepeš           | Jugosławia             | 873,5  | PŚ 23.02.1985 – Harrachov (indywidualny) PŚ 24.02.1985 – Harrachov (indywidualny) MŚ 16-17.03.1985 – Planica (indywidualny) |
| 1983/1984 | Matti Nykänen         | Finlandia              | 783,5  | PŚ 17.03.1984 – Oberstdorf (indywidualny) PŚ 18.03.1984 – Oberstdorf (indywidualny) |
| 1982/1983 | Matti Nykänen         | Finlandia              | 2128,0 | PŚ 18.02.1983 – Vikersund (indywidualny) PŚ 19.02.1983 – Vikersund (indywidualny) PŚ 20.02.1983 – Vikersund (indywidualny) MŚ 19-20.03.1983 – Harrachov (indywidualny) |
| 1981/1982 | Hubert Neuper         | Austria                | 1172,5 | PŚ 12.03.1982 – Tauplitz/Bad Mitterndorf (indywidualny) PŚ 13.03.1982 – Tauplitz/Bad Mitterndorf (indywidualny) PŚ 14.03.1982 – Tauplitz/Bad Mitterndorf (indywidualny) |
| 1980/1981 | Jari Puikkonen        | Finlandia              | 1201,0 | PŚ 13.02.1981 – Ironwood (indywidualny) PŚ 14.02.1981 – Ironwood (indywidualny) PŚ 15.02.1981 – Ironwood (indywidualny) MŚ 28.02-01.03.1981 – Oberstdorf (indywidualny) |
| 1979/1980 | Per Bergerud          | Norwegia               | 1400,0 | PŚ 29.02-02.03.1980 – Vikersund (indywidualny) TLN 27-30.03.1980 – Harrachov (indywidualny) |
| 1978/1979 | Andreas Hille         | NRD                    | 1903,5 | TLN 02-04.03.1979 – Oberstdorf (indywidualny) MŚ 17-18.03.1979 – Planica (indywidualny) |
| 1977/1978 | Peter Leitner         | Niemcy                 | 1109,0 | TLN 02-05.03.1978 – Tauplitz/Bad Mitterndorf (indywidualny) TLN 02-05.03.1978 – Ironwood (indywidualny) |
| 1976/1977 | Reinhold Bachler      | Austria                | 1008,5 | MŚ 19-20.02.1977 – Vikersund (indywidualny) TLN 18-20.03.1977 – Planica (indywidualny) |
| 1975/1976 | Toni Innauer          | Austria                | 614,5  | TLN 27-29.02.1976 – Ironwood (indywidualny) TLN 04-07.03.1976 – Oberstdorf (indywidualny) |
| 1974/1975 | Karel Kodejška        | Czechosłowacja         | 512,5  | TLN 21-23.02.1975 – Vikersund (indywidualny) MŚ 15-16.03.1975 – Tauplitz/Bad Mitterndorf (indywidualny) |
| 1973/1974 | Walter Steiner        | Szwajcaria             | 533,5  | TLN 15-17.03.1974 – Planica (indywidualny) |
| 1972/1973 | Hans-Georg Aschenbach | NRD                    | 418,5  | TLN 23-25.02.1973 – Vikersund (indywidualny) MŚ 10-11.03.1973 – Oberstdorf (indywidualny) |
| 1971/1972 | Walter Steiner        | Szwajcaria             | 427,5  | MŚ 25-26.03.1972 – Planica (indywidualny) |